# NGC 2663
NGC 2663 is een elliptisch sterrenstelsel in het sterrenbeeld Kompas. Het hemelobject werd op 8 februari 1886 ontdekt door de Amerikaanse astronoom Lewis A. Swift.
Het stelsel NGC 2663 bevindt zich, vanaf de aarde gezien, iets minder dan een graad ten zuidzuidoosten van de ster Alpha Pyxidis.

## Synoniemen
- ESO 371-14
- MCG -6-20-1
- PGC 24590